# Objectif (gestion de projet)
 (novembre 2022).
- Si vous ne connaissez pas le sujet, laissez ce bandeau (vous pouvez alors contacter les auteurs).
- Si vous supprimez le contenu mis en cause (vous pouvez préalablement contacter les auteurs),

argumentez précisément cette suppression dans la page de discussion
(un manque de référence n'est pas un argument ; une recherche réelle de référence doit avoir été effectuée, être formellement documentée).
Pour les articles homonymes, voir Objectif.
Dans la gestion de projets, l’objectif peut être, en référence à un but, un résultat, à atteindre. ; le point où l’on se propose d’arriver, ce que l'on vise. 
Le mot est proche de la notion de « fins ou de finalité », utilisés au pluriel. Une différence de niveau, soit de généralité, soit de distance visée peut différencier ces vocables. En gestion de projet, il prend une signification particulière et est associé à une méthode.

## Définition d'un objectif
Les objectifs SMART sont généralement attribués au management par objectif introduit par Peter Drucker. Selon ce paradigme, un objectif répond à plusieurs critères dont en voici cinq qui se regroupent sous l'acronyme SMART :
- Simple/Spécifique ;
- Mesurable ;
- Ambitieux/Accessible/Accepté/Atteignable ;
- Réaliste ;
- Temporel.

### Simple/spécifique
L'énoncé d'un objectif doit être simple :
- compréhensible par tous rapidement et formulé de manière spécifique, c'est-à-dire : 
  - sans ambigüité ;
  - avec précision ;

afin d'aboutir sans complexité à un but unique.
Cet énoncé devra être formulé sans négation, c'est-à-dire sans tournures du type « ...il ne doit pas... », mais plutôt au positif : « ...il doit... », « ...il devrait... ». Cette formulation simple, précise et positive permet d'éviter les fausses routes et de rester concentré sur l'essentiel, l'objectif.

### Mesurable
Les actes produits dans le cadre de la complétion d'un objectif doivent être mesurables, donc basés sur des faits concrets qui donnent une indication de la distance qui reste à parcourir jusqu'à l'objectif.
Cette métrique peut être complexe et nécessiter des outils comme dans l'exemple des métriques logicielles, ou binaire : le but a été atteint ou il ne l'est pas, tout dépend de la complexité de ce que l'on mesure.
Une autre façon de décrire cette mesurabilité est de parler en termes de testabilité. Il est souvent plus facile de dégager des conditions et des critères de tests que des éléments quantifiables.
Ce type d'information peut permettre d'avoir du courage dans les moments les plus difficiles.

### Ambitieux/accessible/accepté/atteignable
Un objectif se doit d'être ambitieux. Pour obtenir une dynamique de groupe et bénéficier des synergies, le but fixé doit sortir de l'ordinaire. Un bon objectif touche au rêve de chacun. Si l'obstacle est trop facile à atteindre, personne n'y trouvera de motivation et l'objectif pourrait même ne pas être atteint. 
Pour autant, tous les projets n'ont pas forcément d'objectifs ambitieux. Certains objectifs d'un projet peuvent même être plutôt conservateurs.  
Qu'ils soient ambitieux ou plutôt raisonnables, il est important pour le chef de projet de s'assurer que les objectifs d'un projet soient acceptés, c'est-à-dire voulus et confirmés par une instance dirigeante, comme le demandeur (ou sponsor du projet) ou le comité de pilotage.

### Réaliste
Tout objectif déraisonnable n'est qu'un rêve : si l'on décide d'un objectif, il faut s'assurer qu'il soit réaliste, et possible.
Savoir qu'un objectif est atteignable permet de se donner les moyens de réussir. Tout objectif dit réaliste doit intégrer des données internes (analyses chiffrées) et externes (contexte économique, financier...).

### Temporel
Tout objectif doit répondre à des critères limites sur le plan :
- des délais ;
- de la date ;
- ou de la quantité.

Ces limites permettent de ne pas dépenser plus d'énergie que nécessaire ; mais aussi, imposer une pression qui en temps normal augmente la productivité.

## Objectifs et projets

### Cycle de vie d'un projet
Avec le besoin et le produit, ce sont des notions qui sont en fait voisines l'une de l'autre :
1. Toute entreprise vit et évolue au travers de ses besoins. Une entreprise qui n'a aucun besoin ne peut pas exister ou est sur le déclin ;
2. Si le besoin est réel et avéré, un objectif est fixé ;
3. Une fois que le besoin est dans un contexte favorable, des moyens sont réunis et donnent lieu à un projet afin de concrétiser le besoin initial ;
4. Finalement, le projet terminé, le produit est alors mis en circulation.

Sachant que l’intérêt de tout produit subit une loi proche d'une courbe de Gauss, l'entreprise se devra pour survivre d'identifier un nouveau besoin et recommencer le cycle.

### Transfert du besoin
Lorsqu'un projet est trop important pour être pris en charge par une seule personne, cette dernière va devoir trouver des partenaires qui lui permettront de rendre ce projet réalisable. Pour ce faire, prendra place l'adoption du besoin par cette autre personne. Sans ce transfert, il n'y a pas de motivation et les chances de succès s'en trouvent amoindries[Interprétation personnelle ?].
Le résultat du transfert de besoin est la motivation.